# Longcao Lu
Longcao Lu (chiń. 龙漕路站) – stacja początkowa metra w Szanghaju, na linii 3. Zlokalizowana jest pomiędzy stacjami Caoxi Lu i Shilong Lu. Została otwarta 26 grudnia 2000.